# TT252
TT252 (Theban Tomb 252) è la sigla che identifica una delle Tombe dei Nobili ubicate nell'area della cosiddetta Necropoli Tebana, sulla sponda occidentale del Nilo dinanzi alla città di Luxor, in Egitto. Destinata a sepolture di nobili e funzionari connessi alle case regnanti, specie del Nuovo Regno, l'area venne sfruttata, come necropoli, fin dall'Antico Regno e, successivamente, sino al periodo Saitico (con la XXVI dinastia) e Tolemaico.

## Titolare
TT252 era la tomba di:
| Titolare | Titolo                                      | Necropoli                       | Dinastia/Periodo            | Note                                                                     |
| -------- | ------------------------------------------- | ------------------------------- | --------------------------- | ------------------------------------------------------------------------ |
| Senimen  | Amministratore; Curatore della Sposa Divina | Sheikh Abd al-Qurna (area nord) | XVIII dinastia (Hatshepsut) | versante nord-est della collina; in alto nell'area superiore del margine |

## Biografia
Tutti i dati biografici sul titolare di TT252 sono ricavabili dalla tomba del fratello Senmut (TT71).
Ramosi fu il padre di Senimen, Hatnefer (detta anche Titutyu) la madre.  Neferether, e Iahotep furono le sue sorelle, e Senmut (TT71), Minhotep, prete "wab" di Amon, Amenemhat, portatore della barca sacra di Amon e Pairi, guardiano del bestiame nel dominio del dio, i suoi fratelli. Analogamente dalla TT71 di Senmut si ricava il nome della moglie Senemiho.

## La tomba
Unica vestigia visibile della TT252 è una statua scolpita nella roccia della facciata rappresentante il defunto che accudisce una giovane principessa, forse Neferura figlia di Hatshepsut. Alle sue spalle, in piedi, la moglie (?). Provengono da questa tomba alcuni frammenti di architrave, nonché di vasi canopi intestati al defunto e frammenti di iscrizione recanti il cartiglio di Hatshepsut..

### Annotazioni
1. ↑  La planimetria qui riportata non è in scala ed ha valore esclusivamente di visione d'insieme; l'ubicazione delle singole sepolture non è topograficamente esatta, ma vuole visualizzare la concentrazione delle tombe, nonché il "disordine" con cui le stesse sono state classificate.
2. ↑  La prima numerazione delle tombe, dalla numero 1 alla 253, risale al 1913 con l'edizione del "Topographical Catalogue of the Private Tombs of Thebes" di Alan Gardiner e Arthur Weigall. Le tombe erano numerate in ordine di scoperta e non geografico; ugualmente in ordine cronologico di scoperta sono le tombe dalla 253 in poi.
3. ↑  I campi della Duat, ovvero l'aldilà egizio, si trovavano, secondo le credenze, proprio sulla riva occidentale del grande fiume.
4. ↑  Nella sua epoca di utilizzo, l'area era nota come "Quella di fronte al suo Signore" (con riferimento alla riva orientale, dove si trovavano le strutture dei Palazzi di residenza dei re e i templi dei principali dei) o, più semplicemente, "Occidente di Tebe".
5. ↑  le Tombe dei Nobili, benché raggruppate in un'unica area, sono di fatto distribuite su più necropoli distinte.
6. ↑  Le note, sovente di inquadramento topografico della tomba, sono tratte dal "Topographical Catalogue" di Gardiner e Weigall, ed. 1913 e fanno perciò riferimento alla situazione dell'epoca.
7. ↑  Con la TT252 termina la catalogazione delle Tombe dei Nobili dovuta a Gardiner e Weigall nel loro "Topographical Catalogue" del 1913.
8. ↑  I preti "wab", ma anche "uab", o "uebu", appartenevano al basso clero ed erano incaricati della manutenzione degli strumenti del culto e degli oggetti comunque ad esso connessi. A loro competeva il lavacro e l'abbigliamento giornaliero della statua del dio presso cui operavano e a loro competeva il trasporto della statua del dio (generalmente su una barca sacra) durante le cerimonie. Erano gerarchicamente sottoposti ad un "grande prete wab" cui competevano le operazioni giornaliere di culto della divinità.

### Fonti
1. ↑  Gardiner e Weigall 1913.
2. ↑  Donadoni 1999,  p. 115.
3. ↑  Gardiner e Weigall 1913, p. 38.
4. 1 2 3  Porter e Moss 1927,  p. 355.
5. ↑  Gardiner e Weigall 1913, pp. 38-39.
6. ↑  Gardiner e Weigall 1913, p. 39.
7. ↑  Porter e Moss 1927,  p. 139.